# Aeshna heterofasciata
Aeschna heterofasciata
Espèce
Synonymes
- †Aeshna heterofasciata Théobald 1937

Aeschna heterofasciata est une espèce fossile de libellules du genre Aeschna, de la famille des Aeshnidae et de la sous-famille des Aeshninae, dans l'ordre des Odonates.

## Classification

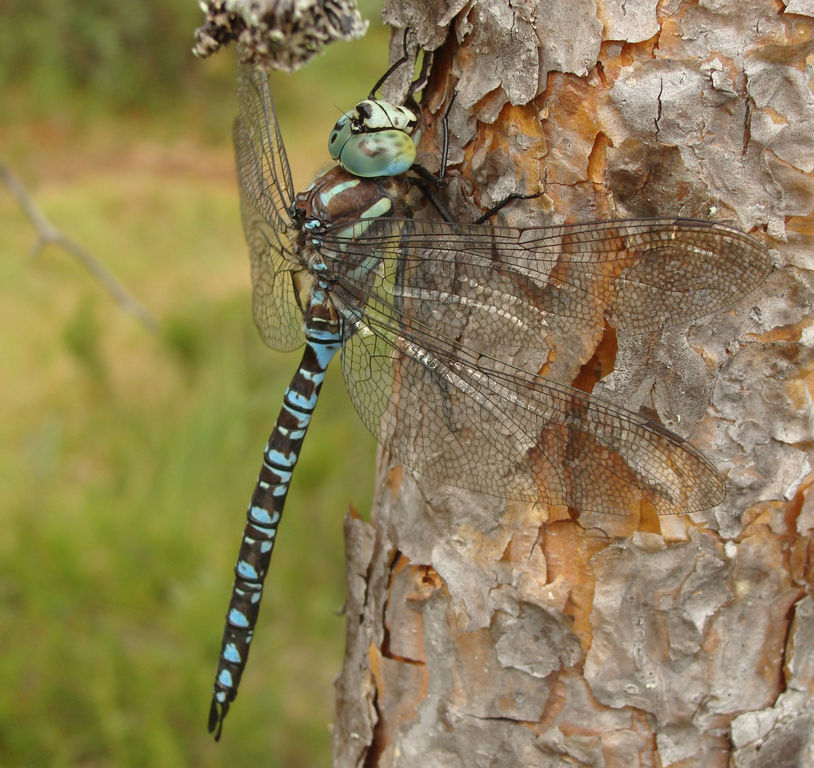
Aeshna crenata mâle, espèce sœur vivante.

L'espèce Aeschna heterofasciata est décrite en 1937 par le paléontologue français Nicolas Théobald (1903-1981) dans sa thèse, sous le protonyme d’Aeshna heterofasciata,. 

### Fossiles
Cet holotype, R786, de l'ère Cénozoïque, et de l'époque Oligocène (33,9 à 23,03 Ma.) fait partie de la collection du musée d'histoire naturelle de Bâle en Suisse et vient du gisement de Kleinkembs.

### Étymologie
L'épithète spécifique heterofasciata signifie en latin « droit bandé ».

## Description

### Caractères
L'holotype mâle n'est représenté que par « la partie moyenne et l'extrémité de l'abdomen. »…. 

### Dimensions
La longueur conservée est de 32 mm et la longueur totale estimée est de 60 mm

### Affinités
« La conformation de l'abdomen est assez caractéristique pour permettre d'y reconnaître une Libellule du groupe des Aeschnidae. La détermination générique est plus difficile, car les ailes manquent. On ne peut donc procéder que par comparaison avec des formes actuelles semblables ; nous n'avons pas retrouvé de dessins identiques. La forme de l'abdomen rappelle celle du g. Gomphus, mais l'ornementation est très différente. Le g. Aeschna est celui qui répond le mieux aux caractères de notre échantillon. ».

## Biologie
« Les Aeschnidae vivent près des cours d'eau. On les trouve dans toutes les régions du globe. Les Aeschninae dominent dans les régions tropicales. ».

## Publication originale
- [1937] Nicolas Théobald, « Les insectes fossiles des terrains oligocènes de France 473 p., 17 fig., 7 cartes,13 tables, 29 planches hors texte », Bulletin Mensuel de la Société des Sciences de Nancy et Mémoires de la Société des sciences de Nancy, Imprimerie G. Thomas,‎ 1937, p. 1-473 (ISSN 1155-1119 et 2263-6439, OCLC 786027547). .